# Cloverdale (Misisipi)
Cloverdale es un lugar designado por el censo ubicado en el condado de Adams en el estado estadounidense de Misisipi. En el año 2010 tenía una población de 645 habitantes.

## Geografía
Cloverdale se encuentra ubicado en las coordenadas 31°29′47.71″N 91°24′51.66″O / 31.4965861, -91.4143500.